# Амдерма (река)
Амдерма — река в Ненецком АО России. Длина — 28 км.
Река берёт начало с восточных склонов кряжа Пай-Хой, составляющего морфоструктурную основу всего Югорского полуострова, и впадает в озеро Амдерма. Река порожистая, с частыми мелкими перекатами. В 7 километрах выше устья в реку впадает река Водопадная.
Недалеко от реки расположен посёлок Амдерма.